# Conquer
Conquer ist das sechste Studioalbum der Metal-Band Soulfly. Es erschien im Juli 2008 bei Roadrunner Records.

## Entstehung und Stil
Conquer wurde im September 2007 mit Tim C. Lau in Orlando, Florida aufgenommen. Abgemischt wurde die Platte Anfang 2008 von Andy Sneap. Das Album wurde von Bands wie Slayer, Bolt Thrower oder Napalm Death beeinflusst. Auch Pantera – bei der Single Unleash, mit Gastbeitrag von Dave Peters (Throwdown) – oder Metallicas Hit the Lights werden zitiert. Bei Blood Fire War Hate übernahm David Vincent von Morbid Angel den Gastgesang. Cavalera sagte zur musikalischen Ausrichtung: „After Cavalera Conspiracy, I wanted to write a stronger, uncompromised statement with Soulfly. What I [did] on this album is what I was aiming for. This is the Soulfly album that I've been trying to make for a long time.“
Das Albencover wurden von dem Tätowierkünstler Leo Zulueta entworfen.

## Rezeption
Ronny Bittner vergab im Magazin Rock Hard acht von zehn Punkten. Er schrieb, man höre „einigen Tracks an, dass sie höchstwahrscheinlich aus derselben Songwriting-Session wie das Material von Inflikted stammen. Dies wirft allerdings die Frage auf, warum die Songs unter zwei Bandnamen veröffentlicht werden, denn die Stücke hätten in dieser Form auch auf dem Cavalera-Conspiracy-Debüt stehen können. Obwohl: nicht ganz. Denn im Vergleich zu Inflikted zieht das Songmaterial von Conquer doch einige Male eindeutig den Kürzeren, und man hat auch ein paar nicht so schlüssige Nummern an Bord. Inflikted zeigt sich dagegen häufig origineller, mitreißender und kompakter.“

## Titelliste
1. Blood Fire War Hate – 4:59
2. Unleash – 5:10
3. Paranoia – 5:31
4. Warmageddon – 5:22
5. Enemy Ghost – 3:02
6. Rough – 3:27
7. Fall of the Sycophants – 5:09
8. Doom – 4:58
9. For Those About to Rot – 6:47
10. Touching the Void – 7:25
11. Soulfly VI – 5:20

### Digipak-Bonustitel
1. Mypath
2. Sailing On (Bad Brains)
3. The Beautiful People (Marilyn Manson)